# Lenguas kalkatúngicas
Las lenguas kalkatúngicas es una rama de la familia pama-nyungana,
- Kalkatungu,
- Yalarnnga.

Los dos idiomas no están cerca; Dixon los trata como familias separadas. A menudo se incluye el idioma wakabunga basado en una lista de palabras que resultó estar mal etiquetada como Kalkatungu.